# Nero Brillante BN
Il Nero Brillante BN (o Nero Brillante PN, Nero PN, E151) è un colorante sintetico nero azoico. Solubile in acqua, lo si trova solitamente nel sale tetrasodico e nei sali di calcio e potassio, sotto forma di polvere o granuli.

## Uso
Il Nero Brillante è usato, seppur limitatamente, nelle decorazioni alimentari, nei dessert, nelle caramelle, nei gelati, nella mostarda, nella marmellata, nelle bibite, nel surimi ed in altri cibi.

## Patologie
Sembra causare reazioni allergiche ed intolleranze alimentari, specialmente nei soggetti intolleranti all'aspirina. In quanto liberatore di istamina, può peggiorare l'asma.
In combinazione con i benzoati (E210-215) è causa di iperacidità nei bambini.
La dose giornaliera consigliata è piuttosto bassa (1–5 mg per kg di peso corporeo) in quanto nell'intestino può esser trasformato in composti nocivi.

## Permessi
Il Nero Brillante è uno dei coloranti che il Gruppo di supporto per i bambini iperattivi (Hyperactive Children's Support Group) consiglia di eliminare dalla dieta dei bambini.
Il suo uso è proibito in Canada, Stati Uniti, Finlandia, Giappone, e Norvegia.